# Rebecca Ariane Givens
Rebecca Ariane Givens ist ein kanadisch-chinesisches Fotomodell. Bekanntheit erlangte sie durch Stockfotoaufnahmen, die weltweit für Werbekampagnen genutzt werden.

## Leben
Rebecca Ariane Givens kam als Tochter eines Frankokanadiers und einer Chinesin zur Welt und wuchs in Kanada auf. Während ihres Studiums, das sie mit einem Abschluss in Rechtswissenschaften beendete, begann sie zu modeln und arbeitete fünf bis sechs Jahre unter anderem für Cosmopolitan und Marie Claire China. 2005 begann sie zusammen mit ihrem Freund mit der Produktion von Stockfotografien und veröffentlicht seitdem etwa 200 Fotos pro Monat unter anderem auf iStockphoto und Shutterstock. Außerdem posiert sie auch in kurzen Videoclips. Um das Jahr 2015 startete sie den Blog The Radiant Peach, der sich mit gesunder Ernährung und natürlicher Schönheit beschäftigt. Daneben schreibt sie nach eigener Aussage für das Magazin Urbanette und betätigt sich als Gesundheitscoach.

## Rezeption
Die Stockfotobilder von Givens werden in vielen verschiedenen Ländern für Werbekampagnen genutzt. Erste Aufmerksamkeit auf die zahlreichen Verwendungen des unbekannten Modells lenkte der kurzlebige WordPress-Blog Overexposed Big Mouth Model (Überbelichtetes Modell mit großem Mund), der später durch weitere Blogs mit ähnlichem Namen ersetzt wurde. 2013 veröffentlichte Mike Aquino einen Artikel in der philippinischen Ausgabe des Esquire über Givens, die ihm in Singapur auf vielen Werbeplakaten aufgefallen war. Für ein Interview nahm er über ihr Shutterstock-Profil Kontakt zu ihr auf. Da Givens zu diesem Zeitpunkt jedoch noch anonym bleiben wollte, gab sie nur ihren zweiten Vornamen und einige Information zu ihrer Herkunft bekannt. Diese Anonymität gab sie 2015 auf, als sie dem Model Sarah Woodstock in deren Blog ein Interview gab, in dem sie weitere Details, unter anderem ihren vollen Namen, bekanntgab und für ihren Blog warb. Givens wird unter anderem als „das berühmteste Model der Welt, von dem du noch nie gehört hast“ und „die Mona Lisa des Internetzeitalters“ bezeichnet.
Die Gründe für ihre zahlreiche Verwendung in der Werbung liegen für Givens unter anderem in der Herkunft ihrer Eltern, durch die ihr Aussehen „racially ambigous“ (etwa „von mehrdeutiger Herkunft“) sei. Dieser Grund wird auch im Artikel von Mike Aquino genannt.